# Повітрянодесантні війська
Пові́трянодеса́нтні війська́ (ПДВ) — високомобільний рід військ, який зазвичай входить до складу Сухопутних військ багатьох країн; у деяких країнах перебуває в складі Військово-повітряних сил або є окремим родом військ.
Війська призначені для охоплення противника з повітря, швидкого використання результатів вогневого ураження і виконання завдань, які неможливо ефективно вирішити іншими силами та засобами. В основному призначені та підготовлені для дій у тилу противника.
До складу ПДВ входять повітрянодесантні, десантно-штурмові, планерні, аеромобільні та армійської авіації підрозділи, частини, з'єднання.

## Історія зародження десантних військ
Ідея використання повітряних десантів, як ефективного засобу засилання військових формувань у тил противника з повітря виникла невідомо коли. Думку про «небесних воїнів» виношували ще Леонардо да Вінчі у XVI сторіччі, якому належить один із перших ескізів парашуту та Бенджамін Франклін (США), якій мріяв про перекидання озброєних солдатів у тил противника наприкінці XVIII століття.
Усе ж, довгий час ці думки носили суворо фантастичний характер й тільки в роки жахливого характеру «позиційної» Першої світової війни, ця думка отримала хоч якусь матеріальну основу у вигляді створення повітряного транспортного засобу: літака-аероплана-аеростата. Перша згадка про застосування повітряного парашутного десанту з метою виконання бойового завдання належить до 1918 року, коли бригадний генерал Біллі Мітчелл, командир авіаційного корпусу армії США, наприкінці Першої світової війни запропонував здійснити десантування з літаків підрозділів 1-ї піхотної дивізії поблизу окупованого німцями французького міста Мец взимку 1919 року. Однак, ця ідея залишилася нереалізованою, в зв'язку з швидким завершенням Першої світової війни та неспроможністю американців підготувати за короткий термін таку унікальну операцію.
Проте, глибокий аналіз умов ведення Першої світової війни 1914 −1918 років привів військових теоретиків до революційної думки про можливість швидкого перекидання військ практично в будь-який район театру воєнних дій, використовуючи авіацію, що існувала на озброєнні армій того часу.
Передбачалося, що літаки зможуть у найкоротші терміни забезпечити перекидання солдатів туди, де їх менше всього чекає противник. Вважалося, що перевезені по повітрю бійці, висадившись, організовують бойові дії в невигідних для противника умовах. Так само, паралельно з цим, розглядалося питання про вивіз літаками в тил противника розвідників і диверсантів. Є розрізнена інформація, що подібні перевезення розвідників у тил противника проводилися французькою, італійською, німецькою та російською авіацією під час Першої світової війни. Невибагливі літаки того часу могли сідати практично на будь-яку поляну, на будь-яку більш-менш рівну горизонтальну поверхню.
Таким чином, для повітряно-десантних військ (ПДВ), одразу виявилася головна та вирішальна мета — сприяння наземним угрупованням військ, що наступають. Протягом більш ніж 70 років існування повітряно-десантних військ цей тезис був підтверджений практикою застосування цього роду військ.
Таким чином, на той момент часу реалізувати ідею перевезення малої кількості озброєного особового складу, стала можливою.
На початку лютого 1923 року Велика Британія здійснює першу в історії операцію по висадці авіаційного десанту (480 військовослужбовців 14-го Його Величності сикхського полку) посадочним варіантом на околицях міста Кіркук в Іраку.
У листопаді 1927 року перший парашутний десант був здійснений в Італії під час проведення навчань. Протягом наступних років італійці сформували дві елітні парашутні дивізії («Фольгоре» та «Нембо»).

## Повітряно-десантні війська світу

### СРСР

#### Радянські ПДВ у передвоєнний час
Радянський Союз також був серед лідерів світу в галузі розвитку високоманеврених військ. Червона армія вперше застосовувала повітряний посадочний десант у ході боротьби з басмачами в Середній Азії. У 1927 році на трьох літаках було оперативно перекинуто підкріплення з 15 червоноармійців, а у 1929 році в Таджикистані літаки перевезли повітрям вже 45 бійців кавалерійської бригади, що виконали своє завдання по розгрому банди басмачів з Афганістану. Зараз цю подію можна упевнено назвати «тактичним посадочним повітряним десантом».

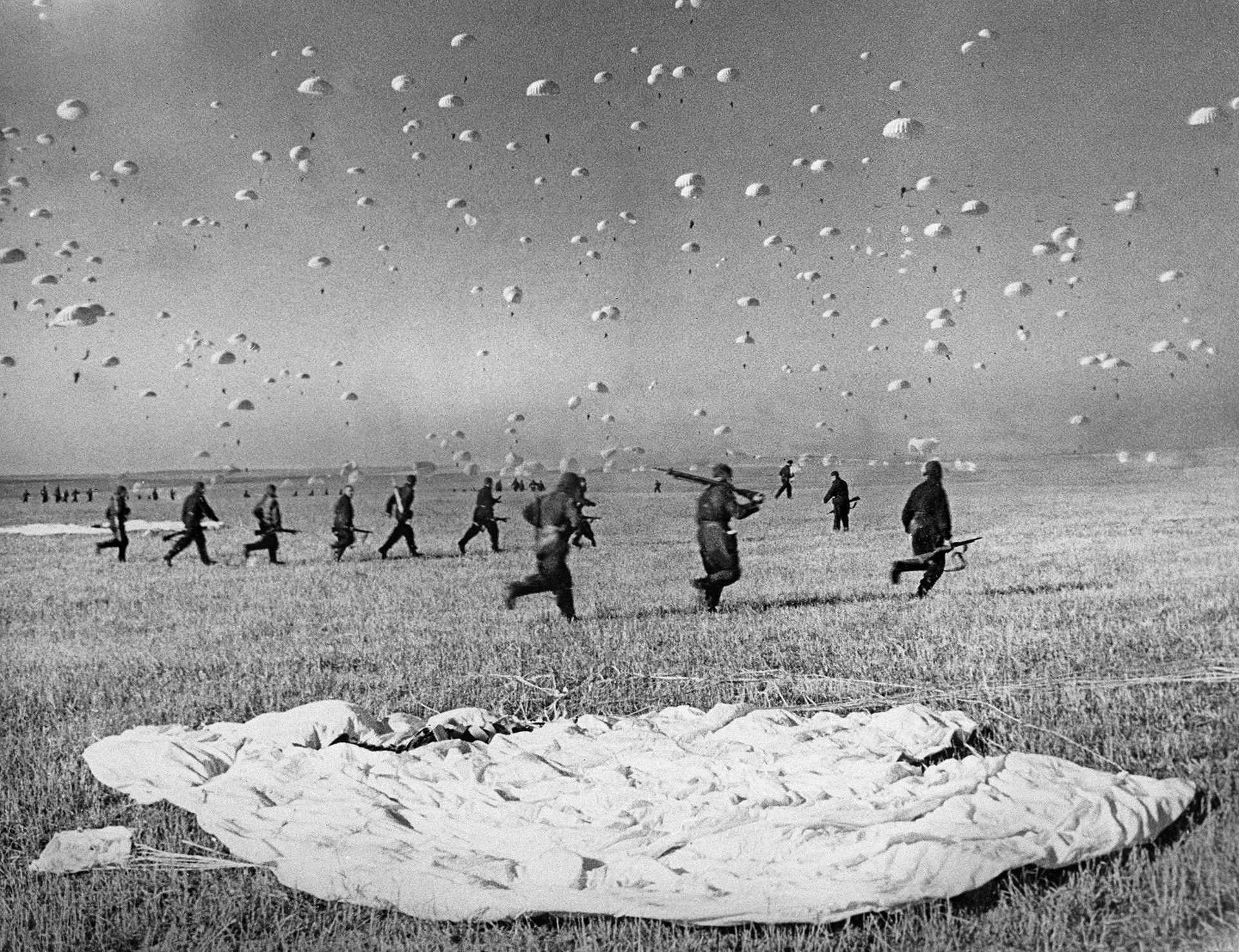
Повітряний десант на маневрах 1935 року

Можливість застосування парашутів для висадки бійців у глибокому тилу противника ніхто ще не розглядав о тій порі. Парашут у той час розглядався виключно як засіб порятунку пілотів і увагою військових теоретиків не користувався. Першим військовим парашутистом у СРСР фактично став комбриг Леонід Григорович Мінов, який в 1929 році ознайомився зі станом парашутної справи в США та після повернення до СРСР він був призначений на посаду інструктора з парашутної підготовки, де почав готувати інструкторів у парашутній справі.
2 серпня 1930 року в 9 годин ранку літак «Фарман-Голіаф» з сімома десантниками (перша група і Мошковський) на борту піднявся в повітря. Над хутором Клочково з висоти 300 метрів перша група десантувала на майданчик розміром 600×800 метрів. Через декілька хвилин з висоти 500 метрів літак викинув другу групу над майданчиком десантування. Обидві групи зібралися разом, привели зброю в бойову готовність і висунулися у вихідний район для виконання бойового завдання. У вихідному районі їх чекала вантажівка, яка доставила парашутистів на аеродром. Завдання першого повітряного десанту було успішно виконане.
У 1934 році на маневрах Білоруського військового округу в тилу противника одночасно було висаджено 600 парашутистів. 12 вересня-17 вересня 1935 року Радянський Союз у присутності великої кількості закордонних військових аташе на маневрах Київського військового округу в районі Бердичева, Сквири і Броварів одночасно протягом 1 години 50 хвилин висаджується десант з 1188 парашутистів. Після того, як десантники захопили майданчик приземлення, тут же негайно проводиться посадочний десант 1766 військових із гарматами і автомобілями.
У 1936 році на маневрах Московського військового округу в районі міста В'язникі був висаджений парашутний десант у 2200 парашутистів, услід за яким проводиться ще і посадочний десант у 3000 військових із кулеметами і легкими гарматами.
22 вересня 1936 року на маневрах Білоруського військового округу здійснюється висадка парашутного десанту в 1800 осіб. На цих же навчаннях по повітрю на дальню відстань була перекинута 84-та стрілецька дивізія — 5272 особи з гарматами, броньовиками й легкими танками.

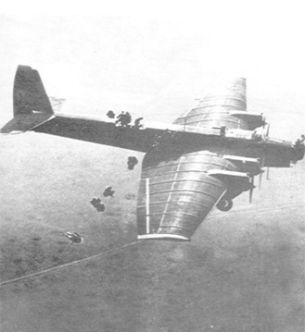
Десантування перших десантників із крила літака ТБ-3

Бойовий шлях радянських повітряно-десантних військ почався в серпні 1939 року, коли вони брали активну участь у розгромі 6-ї японської армії в районі Халхин-Голу.
Повітряно-десантні війська СРСР перед початком Німецько-радянської війни брали активну участь у трьох збройних конфліктах. Як у Монголії, так і у Західній України та Білорусі, Фінляндії та у Бессарабії десантникам довелося діяти в основному як звичайній піхоті, що відповідно не змогло повністю виявити всі можливості цього роду військ.
12 червня 1941 віддається наказ про створення базового Управління Повітряно-десантних військ.

#### Повітряно-десантні війська СРСР у роки Другої світової війни
Період Німецько-радянської війни характеризувався тим, що повітряно-десантні війська в основному вимушено використовувалися як звичайна піхота (всі, без винятку корпуси), за рідкісним винятком, де характер використання частин ПДВ можна позначити як «диверсійно-розвідувальні дії».
Наказом народного комісара оборони № 0329 від 29 серпня 1941 року вводиться посада Командувача Повітряно-десантних військ і створюється апарат управління повітряно-десантних військ. Таким чином, ПДВ були вперше виділені в самостійний рід військ. Першим командувачем був призначений генерал-майор В. О. Глазунов.
На початковому періоді війни війська застосовувалися лише в невеликих операціях та боях. Наприклад, 31 грудня 1941 року на Арабатську стрілку в ході проведення Керченсько-Феодосійської морської десантної операції був викинутий у виключно складних метеорологічних умовах парашутно-десантний батальйон. Десант, що висадився, розгромив німецький гарнізон в Ак-Монає. Проте морський десант не зміг пробитися до бойових порядків повітряного десанту, у зв'язку з чим батальйон приступив до диверсійних дій.

##### Вяземська повітряно-десантна операція
Найбільш масштабною повітряно-десантною операцією, проведеної радянськими військами в період Німецько-радянської війни, була Вяземська повітряно-десантна операція, в ході якої в тил противника був висаджений цілий повітряно-десантний корпус. Десантування проводилося протягом тривалого періоду часу — з 27 січня по 3 червня 1942 року, низкою серій. Загальна мета цієї повітряно-десантної операції полягала в сприянні військам Західного і Калінінського фронтів у завершенні оточення німецької групи армій «Центр». Проте операція в цілому не досягла своєї мети.
Великою славою покрили себе радянські десантники в Сталінградській битві. Візитною карткою оборони Сталінграда став так званий «Будинок Павлова»: у ніч на 27 вересня 1942 року розвідгрупа сержанта Я. Ф. Павлова з 13-ї гвардійської стрілецької дивізії генерала Родимцева захопила чотирьохповерховий будинок у центрі міста на площі імені 9 січня, і утримували його протягом 2-х місяців.
Влітку 1943 року повітряно-десантні дивізії були задіяні в сухопутних операціях Червоної Армії. Багато з цих дивізій взяли участь у битві на Курській дузі.

##### Дніпровська повітряно-десантна операція
17 вересня приймається рішення на проведення Дніпровської повітряно-десантної операції. Головним завданням цієї операції ставилося захоплення та утримання повітряним десантом важливого рубежу на території Правобережної України поблизу Дніпровського закруту, в районі Великого Букрина, з метою сприяння зосередженню на них необхідної для продовження наступу кількості радянських військ та не допущення прориву німців до захоплених загальновійськовими з'єднаннями плацдармів.
Здійснено десантування на правий берег Дніпра двох повітряно-десантних бригад, які повинні були перешкодити перегрупуванню військ противника з початком форсування Дніпра частинами сухопутних військ Червоної Армії. Але операція закінчилась повним провалом, через незадовільну організацію, погане забезпечення.
У форсуванні Дніпра, як звичайна піхота, також брали участь гвардійські повітряно-десантні дивізії.
У жовтні 1944 з чотирьох дивізій, повернених зі складу Діючої армії і з'єднань ПДВ, що знаходилися в резерві Ставки ВГК, була створена Окрема гвардійська Повітряно-Десантна Армія у складі 3-х гвардійських повітряно-десантних корпусів (у кожен із яких входило по три повітряно-десантні дивізії). 8 грудня 1944 року ОПДА була переформована в 9-ту гвардійську армію і в лютому 1945 року у повному складі направлена в Діючу Армію, де десантники у взаємодії з іншими військами опанували столицею Австрії містом Віднем.
До закінчення Німецько-радянської війни повітряно-десантні війська підійшли із скромними підсумками. Очевидно, що усі крупні повітряно-десантні операції, проведені ПДВ під час війни, не досягли своїх цілей. Основною причиною цьому можна назвати погано поставлену систему постачання військ, що десантувалися в тил противника, а так само незламне бажання вищого командування поставити своїм військам завдання, що неможливо було здійснити. Проте застосування малих підрозділів, що викидалися в тил противника з конкретними завданнями, повністю було виправдане. А в серпні 1945 року з метою сприяння наступаючим угрупуванням сухопутних військ у Китаї і Кореї на японські аеродроми висаджувалися посадочні повітряні десанти, сформовані з особового складу мотострілецьких з'єднань.
Тільки один десант (найперший) був проведений за участі десантників 1-ї гвардійської повітряно-десантної дивізії — 16 серпня 1945 року в Тунляо. Всього під час проведення Маньчжурської операції було висаджено близько 20 повітряних десантів.
Всього під час війни за офіційними даними було сформовано 18 повітряно-десантних дивізій і 22 повітряно-десантних бригади. За час війни 196 десантників було удостоєно звання Героя Радянського Союзу.

#### Розвиток повітряно-десантних військ після війни
У червні 1946 р. повітряно-десантні війська в цілому були виведені зі складу ВПС і підпорядковані безпосередньо Міністрові Збройних сил СРСР. З цього часу на озброєння повітряно-десантних військ почала надходити нова повітряно-десантна техніка: парашути ПД-47, Д-1, радіоелектронні системи приводу авіації в район десантування, платформи для викидання важких вантажів. В авіацію ПДВ надійшли літаки Іл-12, Іл-14, Ту-4. Через два роки, в 1948 році була знов створена Окрема Повітряно-Десантна Армія, яка проіснувала до 1953 року.
10 вересня 1956 року на Семипалатинському ядерному полігоні були проведені навчання із застосуванням тактичного повітряного десанту услід за атомним ударом. Безпосередньо у епіцентр ядерного вибуху десантувалися дві роти 2-го пдб 345-го гв. пдп з засобами посилення; всього 272 особи.
У 1956 році десантники силами 7-ї і 31-ї дивізій брали участь в Угорських подіях у рамках операції «Вихор». Частини 7-ї і 31-ї повітряно-десантних дивізій у боях з угорськими повстанцями втратили 85 чоловік вбитими, 265 десантників було поранено і 12 зникло безвісти. В 1968 році повітряно-десантні війська беруть участь у подіях у Чехословаччині.
У 1980-ті рр. у складі повітряно-десантних військ, крім окремих бригад, були 7 повітряно-десантних дивізій, з яких одна, в Литві, була навчальною.
- «Каунаська» (Литва) — 7-ма гв. Черкаська пдд;
- «Псковська» (Росія) — 76-та гв. Чернігівська пдд;
- «Болградська» (Україна) — 98-ма гв. Свірська пдд;
- «Вітебська» (Білорусь) — 103-тя гв. пдд;
- «Кіровабадська» (Азербайджан) — 104-та гв. пдд;
- «Тульська» (Росія) — 106-та гв. пдд;
- «Гайжюнайська» (навчальна) (Литва) — 44-та навчальна пдд;
- «Ферганський» (Узбекистан) — 345 гв. окремий пд полк.

З кінця грудня 1979 р. 103-тя «Вітебська» дивізія, передислокована в район Кабульського аеродрому, була з'єднанням обмеженою контингенту радянських військ у Афганістані. Крім того, в Афганістані був дислокований 345-й гвардійський окремий парашутно-десантний полк із Фергани (Узбекистан).
Особового складу — близько 75 тис. чоловік.
Основу парашутно-десантних полків становили 3 парашутно-десантні батальйони, самохідно-артилерійська (2С9 «Нона») та зенітна батареї, вся техніка ПДВ була уніфікована на єдиному гусеничному шасі БМД-1/БТР-Д.

### США
Повітряно-десантні війська США (англ. Airborne Forces) — високомобільний елітний рід військ армії США, призначений для доставки по повітрю в тил противника та ведення активних бойових дій у його тиловій зоні. Їх перевагою є те, що війська здатні прибути в район бойових дій зі швидкістю, яку неможливо досягти при класичному варіанті наступу піхотними частинами.
Сьогодні повітряно-десантні підрозділи США є легкоозброєною піхотою, яка має на озброєнні сучасну легкоброньовану техніку й артилерією, здатну десантуватися парашутним або посадочним способами в райони бойового призначення.
За американською термінологією ПДВ поділяються на 3 категорії:
- Парашутно-десантні (англ. Paratroopers) — що здійснюють десантування переважно парашутним способом;
- Планерні (англ. Airlanding troops) — що висаджуються посадочним способом (переважно з планерів, в сучасний період не застосовуються);
- Десантно-штурмові (аеромобільні) (англ. air assault troops (airmobile infantry)) — що здійснюють висадку за допомогою вертольотів.

Американці стали основоположниками теорії застосування повітряно-десантних військ у бойових операціях. Але швидке завершення Першої світової війни завадило створенню перших ПДВ у світі. Надалі, впродовж 20 років, ніхто серед воєначальників США серйозно не сприймав цю ідею, доки 10 травня 1940 звістка про те, що невеликі підрозділи повітряно-десантних військ Німеччини завдали нищівної поразки союзним військам у Нідерландах, Бельгії і Франції, не вразила уявлення про сучасну роль повітряного десанту.
Після цього, вже у повному розпалі ведення Другої світової війни, США приступили до організації одних із найбільш успішних і досконалих повітряно-десантних військ у світовій історії.

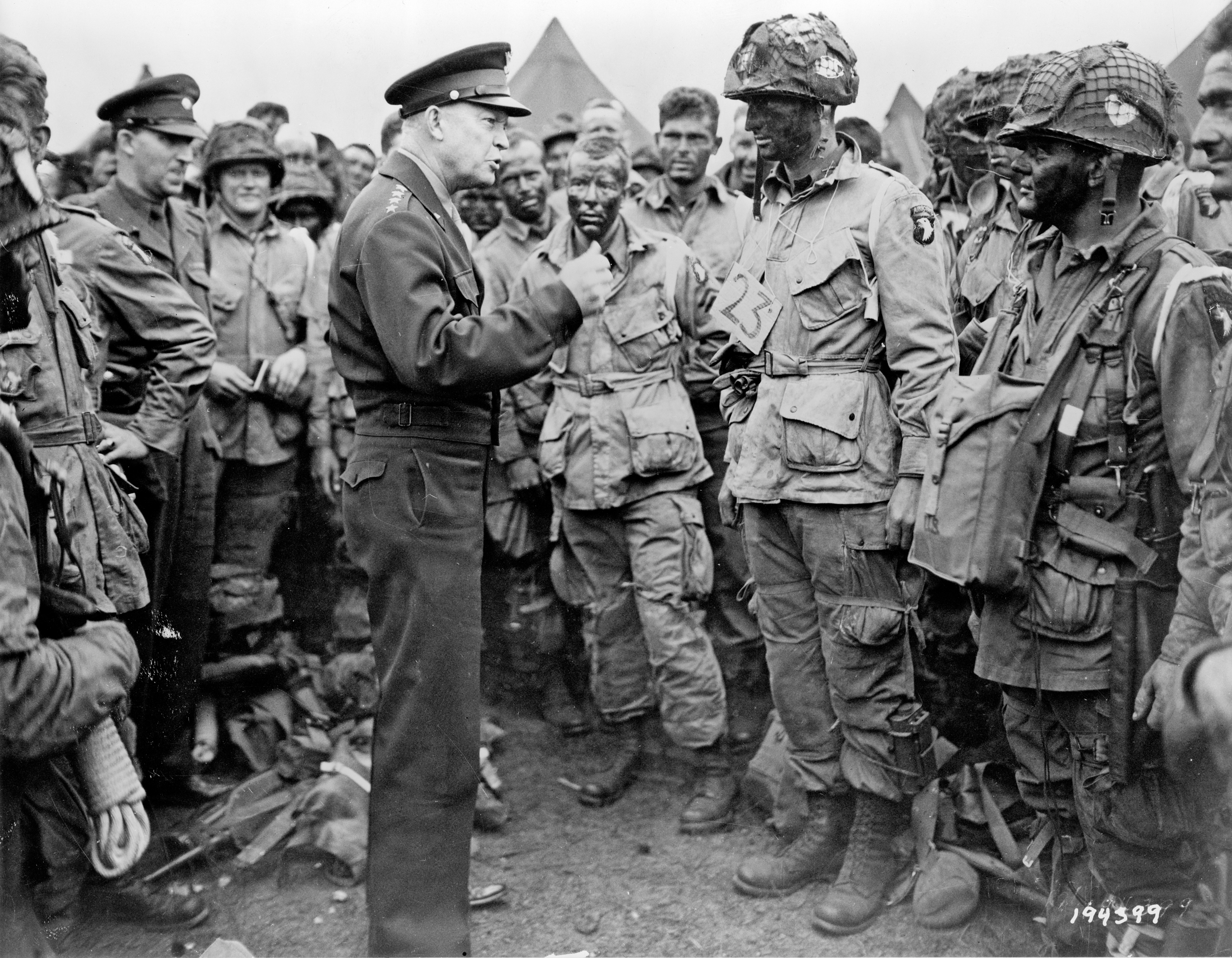
Верховний Головнокомандувач ЗС США в Європі генерал США Дуайт Ейзенхауер напередодні висадки десантників 101-й дивізії в Нормандії. Ранок 5 червня 1944

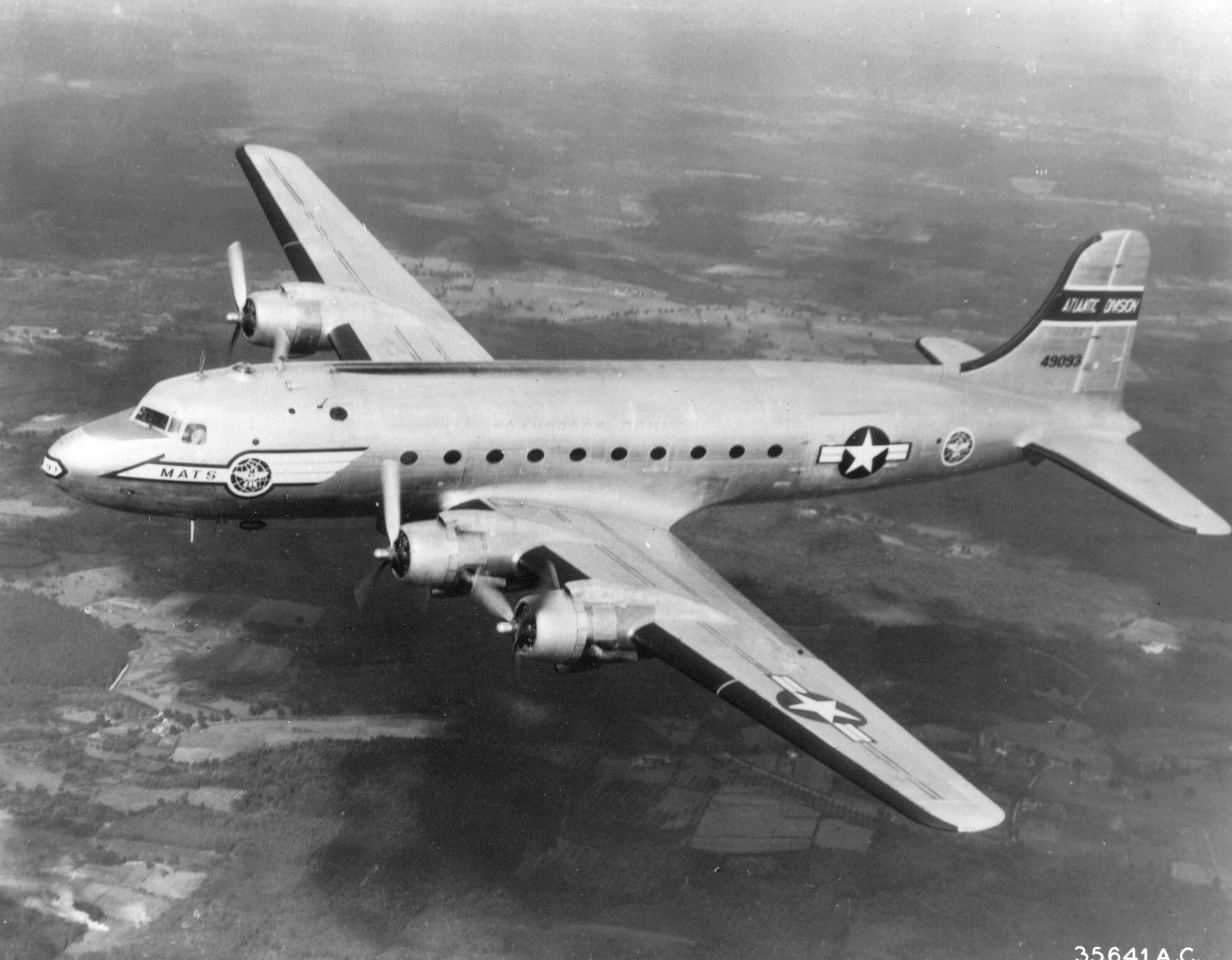
Перекидання десанту повітрям у Японію. Вересень 1945

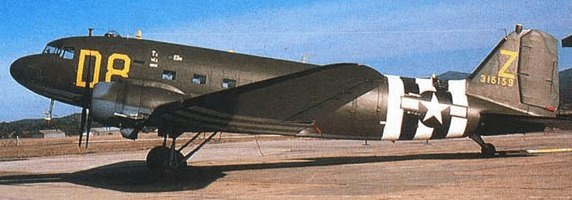
Військово-транспортний літак С-47 — основний транспорт повітряного десанту

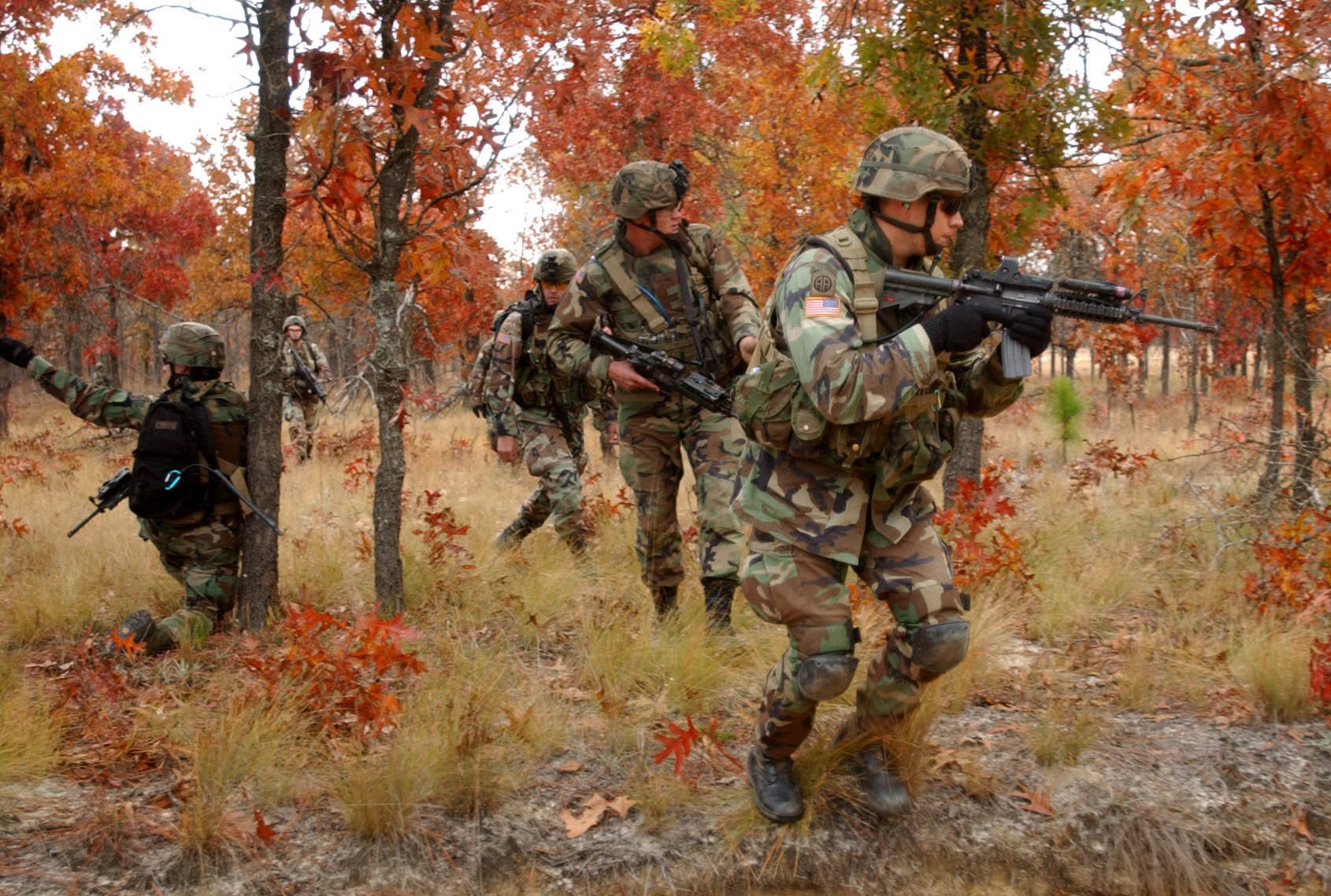
Польові заняття. 82-га пдд. Форт-Брег

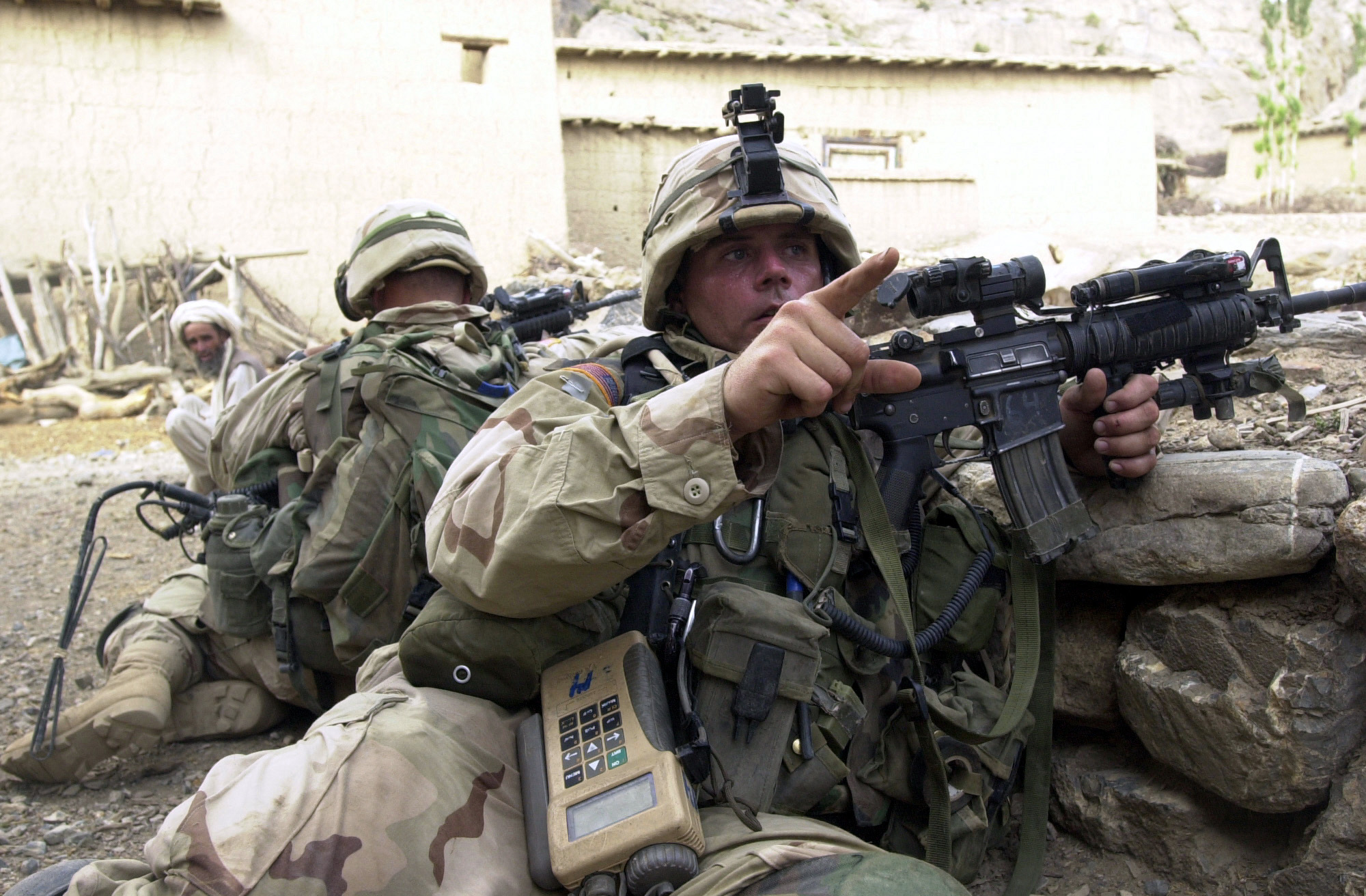
Десантники 505-го пдп на вогневій позиції. Афганістан. 2006

«Батьком-засновником» американських ПДВ вважається генерал-майор Вільям К. Лі, що стояв біля витоків формування перших повітряно-десантних підрозділів і частин США, й докладав неймовірні зусилля для створення цього елітного роду військ.
1 липня 1940 року у Форт Беннінг, був сформований перший парашутно-десантний взвод. 25 березня 1942 на базі 82-ї піхотної дивізії починається формування 82-ї та 101-ї повітряно-десантних дивізій, одних із найславетніших з'єднань ПДВ у світі.
Після завершення розробки концепції ПДВ, вони отримали офіційне найменування Повітряно-десантних військ Армії США (англ. US Army Airborne Forces). До кінця війни загалом формується 5 повітряно-десантних дивізій, 14 парашутно-десантних полків, 4 окремих парашутно-десантних батальйонів, велика кількість батальйонів та дивізіонів забезпечення та підтримки.
Девізом всіх повітряно-десантних військ стало гасло «англ. All the way» — «В усіх напрямках».
Перше бойове хрещення американські парашутисти отримали 8 листопада 1942 в ході операції «Смолоскип» в Північній Африці. Але операція була незначна й тому належного досвіду й висновків із її проведення зроблено не було.
Першу справжню бойову повітряно-десантну операцію було проведено 9 липня 1943 року. Парашутисти 82-ї американської повітряно-десантної дивізії здійснили десантування з 226 транспортних літаків на східний берег острова Сицилія, з метою захоплення важливих об'єктів та підтримки висадки морського десанту. До вечора 22 липня 82-га дивізія практично виконала поставлені бойові завдання і після була передислокована до Північної Африки для підготовки до вторгнення на материкову Італію.
Надалі, у вересні 1943 повітряний десант висаджується в районі Салерно. А в 1944 році, повітряно-десантні війська беруть безпосередню участь у висадці в Нормандії, на півдні Франції та в ході проведення операції «Маркет-Гарден».
При проведенні повітряно-десантної операції в Нормандії здійснив свій подвиг і був посмертно нагороджений медаллю Пошани рядовий 1 класу 82-ї дивізії Чарльз Де Глоппер, який ціною свого життя забезпечив виконання бойового завдання по захвату важливого моста і зберіг життя своїм товаришам. Він став першим в історії повітряно-десантних військ США десантником відзначеним цією найвищою винагородою.
Голландська повітряно-десантна операція стала наймасштабнішою в історії повітряно-десантної операцією у світі. Головним завданням операції ставилося захоплення важливих мостів через головні водні перешкоди на території південної Голландії. Проте, в цілому, операція зазнала поразки, тому що британці були не спроможні захопити та утримати мости поблизу голландського міста Арнем, а їх головні сили, не змогли прорватися до визначеного мосту, і як наслідок, більша частина десантників була захоплена в полон.
На проведення цієї операції залучалося 34 600 парашутистів (14 589 було висаджено посадочним способом, 20 011 — парашутним способом) та велика кількість військово-транспортної авіації: 1438 літаків, 321 переобладнаний бомбардувальник та 2160 планерів.
24 березня 1945 була проведена остання повітряно-десантна операція у Другій світовій війні, за річкою Рейн, відома під кодовою назвою «Версіті», яка стала найбільш складним масованим перекиданням повітряно-десантних військ.
На Тихоокеанському театрі воєнних дій повітряний десант застосовувався неодноразово при захваті Нової Гвінеї, Філіппін тощо.
Після закінчення Другої світової війни десантники США брали активну участь у проведенні бойових операцій у Кореї, Домініканській Республіці, В'єтнамі, на Гренаді, у війні в Перській затоці, у глобальній війні з тероризмом (Афганістан, Ірак).

## Славетні десантні операції

### Критська повітряно-десантна операція1941р.
Критська повітряно-десантна операція (нім. Luftlandeschlacht um Kreta), по суті перша у світовій історії та найбільш масштабна повітряно-десантна операція нацистської Німеччини під час Другої світової війни, під кодовим найменуванням «Меркурій» (нім. Unternehmen Merkur), була проведена німецькими військами по захвату о. Крит 20 травня — 1 червня 1941. Плануючи захват Криту, німецьке командування переслідувало цілі: позбавити англійські війська одного з важливих опорних пунктів у Середземномор'ї і створити базу для надання допомоги Африканському корпусу генерала Е. Роммеля в подальшому наступі на Єгипет.
Захват Криту планувалося здійснити шляхом висадки масових повітряних, а також морських десантів при широкій авіаційній підтримці. Проведення повітряно-десантної операції Криту покладалося на 4-й повітряний флот під командуванням генерал-полковника А. Лёра. Як десанти застосовувалися 7-ма повітряна і 5-та гірсько-піхотна дивізії і полк 6-ї гірсько-піхотної дивізії.
Операція почалася зранку 20 травня 1941 року, буквально за місяць до початку операції Барбаросса, коли елітні повітряно-десантні частини Німеччини здійснили висадку десанту на територію грецького острова Крит. По досягненню своїх цілей, операція була абсолютно успішною, але ціна, яку німці заплатили за захват острову була така висока, що німці до кінця війни вже більше ніколи не застосовували повітряний десант у таких масштабах.
Навіть на початок 21 століття захоплення Криту залишається першою і однією з найбільш масштабних та успішних повітряно-десантних операцій у світовій історії. Хоча операція «Маркет Гарден» 1944 року є масштабнішою по своїх цілях і завданнях, в ній з самого початку бойових дій були задіяні також танкові частини і з'єднання, тоді як на Крит висаджувалися тільки повітряно-десантні підрозділи при підтримці морського десанту і вони виконували основне завдання в ході проведення всієї операції.

Десантування німецької 7-ї пдд на Крит. 1941

### Дніпровська повітряно-десантна операція1943р.
Велика повітряно-десантна операція в часи Німецько-радянської війни, яка була проведена радянськими військами в період з 25 вересня по 28 листопада 1943 на території Черкаської та Київської областей, України.
Головним завданням цієї операції ставилося захоплення та утримання повітряним десантом важливого рубежу на території Правобережної України поблизу Дніпровського закруту, в районі Великого Букрина, з метою сприяння зосередженню на них необхідної для продовження наступу кількості радянських військ та не допущення прориву німців до захоплених загальновійськовими з'єднаннями плацдармів.
Попереднім загальним задумом операції планувалося провести десантування на протилежний берег Дніпра семи гвардійських повітряно-десантних бригад, об'єднаних у два зведених повітряно-десантних корпуси, які повинні були перешкодити перегруповуванню військ противника з початком форсування Дніпра частинами сухопутних військ Червоної армії. Але було десантоване дві неповні бригади.
Операція закінчилась повним провалом із самого початку через незадовільну підготовку до неї в цілому та зокрема до організації розвідки, відсутність управління військами, погане навігаційне, аеродромне та матеріально-технічне забезпечення. Більш ніж за 2 місяці проведення Дніпровської повітряно-десантної операції загинули і зникло безвісти понад 3500 чоловік із числа 4575, що висадилися. Задача десантом виконана не була.

### Голландська повітряно-десантна операція1944р.

Американська 82-га повітряно-десантна дивізія під час десантування. Голландія, 1944

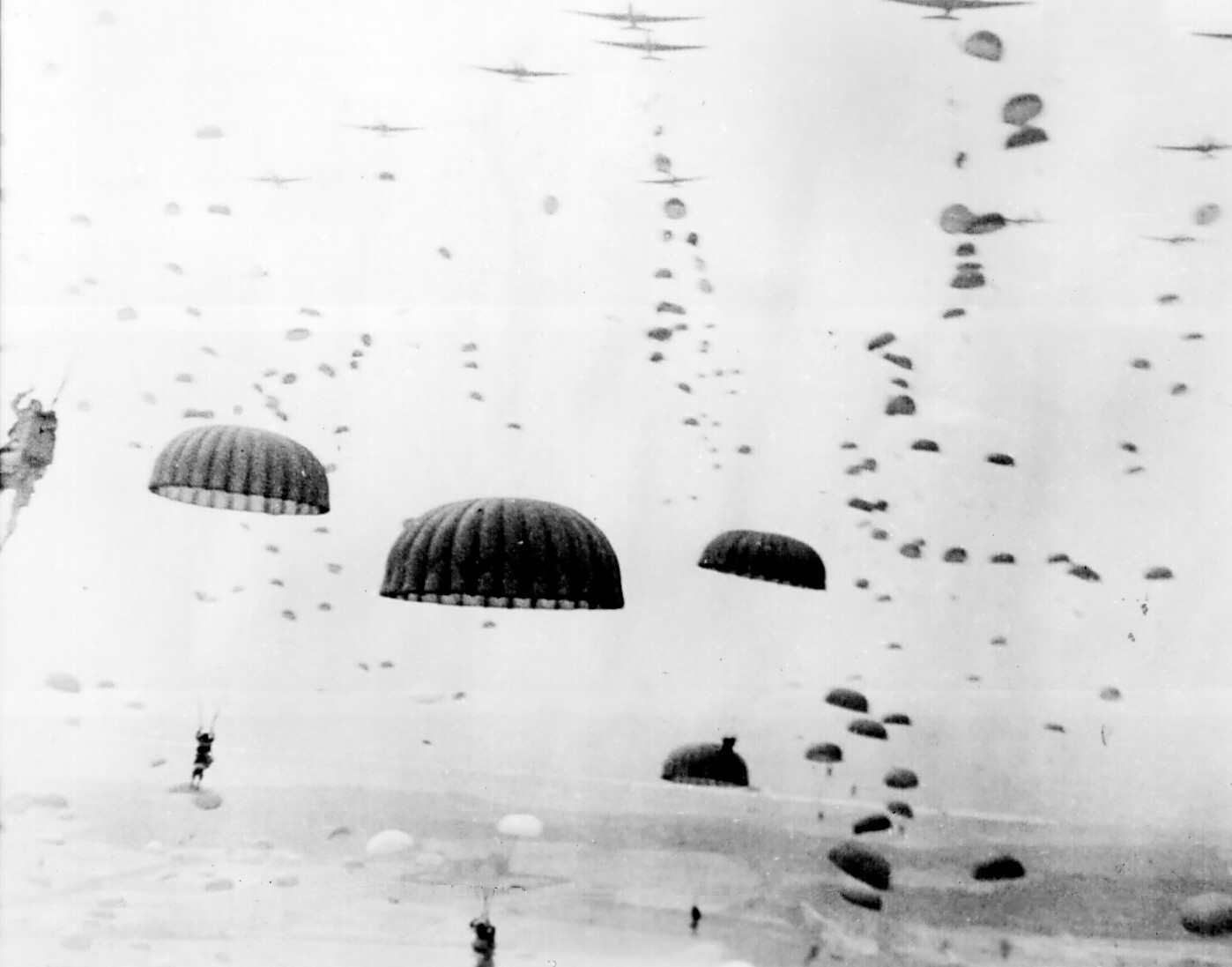
Операція «Маркет Гарден», Голландія

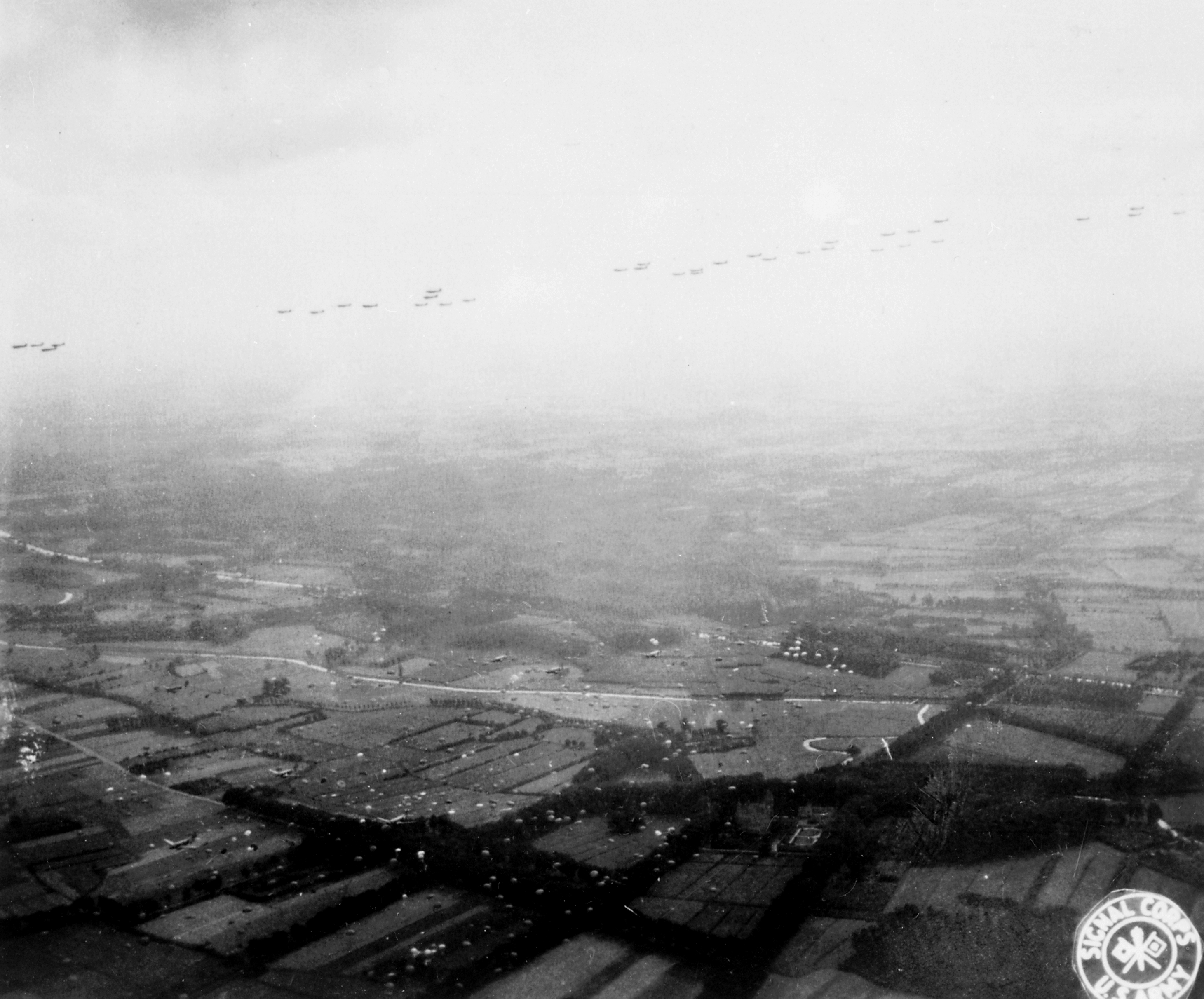
Висадка десанту. Голландія

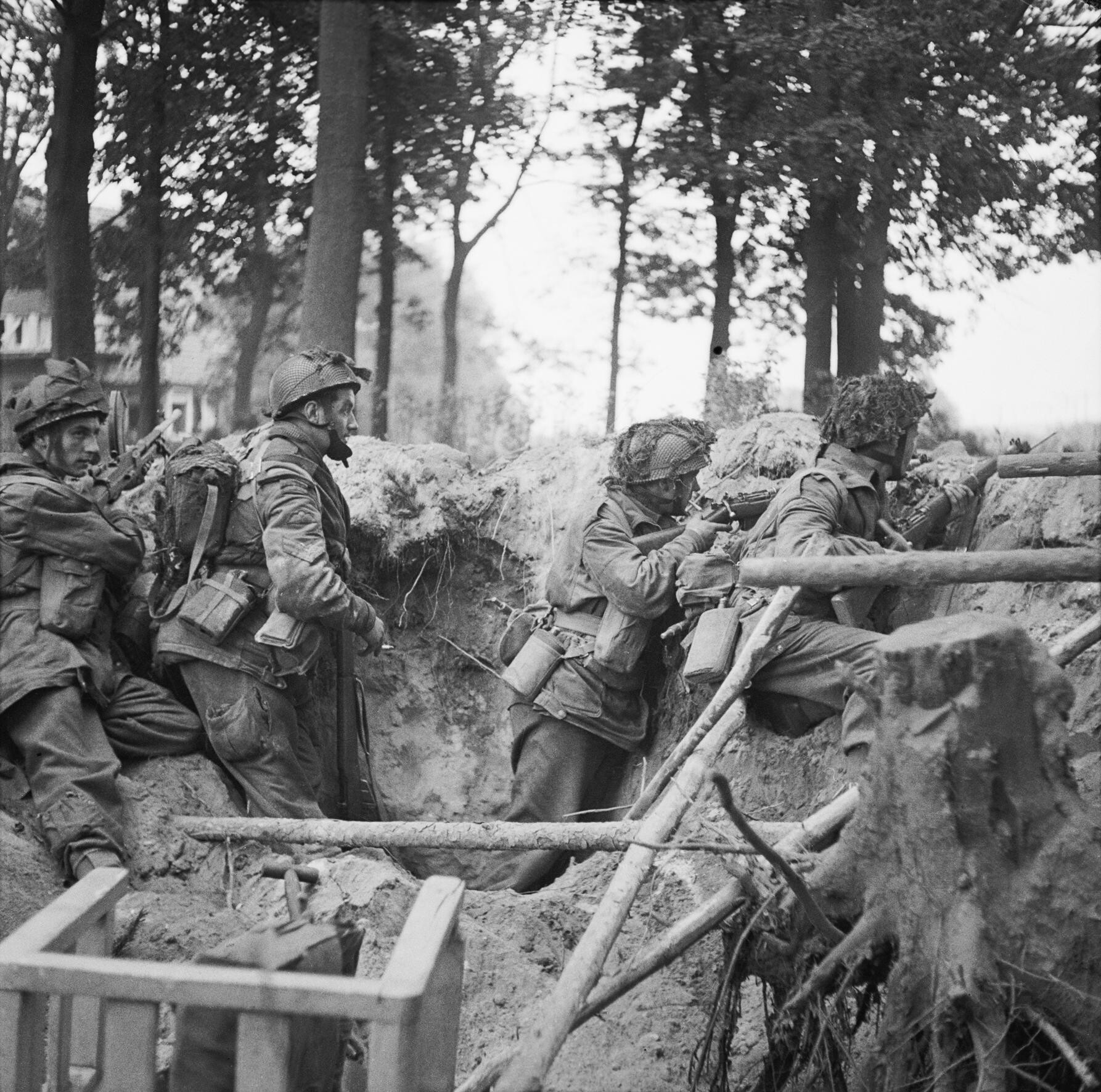
Британські десантники ведуть бій. Голландія. Вересень 1944

Голландська повітряно-десантна операція або Операція «Маркет Гарден» (англ. Operation Market Garden) — наймасштабніша повітряно-десантна операція у світі, яка була проведена під час Другої світової війни військами союзників, з 17 вересня по 25 вересня 1944 р. на території Нідерландів. Головне завдання операції — захоплення та утримання стратегічно важливих мостів через головні водні перешкоди на території окупованої німецькими військами південної Голландії.
Початок операції позначився успіхом у зв'язку з захопленням стратегічно важливого мосту через річку Ваал поблизу голландського міста Неймеген. Але ж у цілому, операція зазнала поразки, тому що 1-ша британська повітряно-десантна дивізія була не спроможна захопити та утримати мости поблизу голландського міста Арнем. Головні сили сухопутних військ, XXX армійський корпус Великої Британії, не зміг прорватися до визначеного мосту, і як наслідок, більша частка сил 1-ї повітряно-десантні дивізії (близько 7000 десантників) була захоплена в полон.
Операція проводилася по двом напрямкам: Маркет: — висадка великого парашутного десанту союзників (101-ша повітряно-десантна дивізія (США), 82-га повітряно-десантна дивізія (США), 1-ша повітряно-десантна дивізія (Велика Британія) та 1-ша окрема повітряно-десантна бригада Польщі) для захоплення низки головних мостів на 8 водних перешкодах та Гарден: — наступ XXX британського армійського корпусу до визначених районів десантування.
На проведення Голландської повітряно-десантної операції залучалося 34 600 парашутистів, (14 589 було висаджено посадочним способом із планерів, 20 011 — парашутним способом). На проведення операції залучалася велика кількість військово-транспортної авіації: 1438 літаків, 321 переобладнаний бомбардувальник та 2160 планерів.
Військові історики у своїх роботах неодноразово підкреслювали, що крах операції «Маркет Гарден» став причиною провалу всієї подальшої кампанії на північно-західному напрямку Західного фронту в 1944 році. У результаті проведення операції «Маркет Гарден» елітні повітряно-десантні з'єднання понесли дуже серйозні втрати.
Головними ж чинниками поразки частин, що висадилися, стали:
1. відсутність достовірних розвідувальних даних про наявність противника в районі висадки;
2. швидка втрата раптовості;
3. розпилювання сил, виділених для операції;
4. відсутність будь-якої ініціативи;
5. повільне просування на допомогу десанту з'єднань сухопутних військ і, як це ні парадоксально для 1944 року,
6. слабка авіаційна підтримка.

В цілому англо-американці явно нехтували противником і переоцінили свої можливості.

## Визначні командири та командувачі
- Генерал-полковник Курт Штудент (Kurt Student) (Німеччина)
- Генерал армії (СРСР) Маргелов В. П. (СРСР)
- Генерал-лейтенант Джеймс Моуріс Гейвін (General James M. Gavin) (США)